# 袁俊 (道光九年進士)
袁俊（1798年12月14日—1851年6月5日），譜名敬，字素珊（所三），又字叔英，號秋沚，行三，順天宛平縣民籍，由副貢生，嘉慶二十四年己卯科鄉試第十七名副榜，充武英殿校錄，道光五年乙酉科鄉試第五十八名舉人，己丑科會試第二十九名，殿試二甲第八十名，即用知縣，分發江西，改掣河南，歷任河南襄城縣知縣。歷署滎陽縣、信陽縣知縣，揀補奉天蓋平縣、河南洧川縣知縣、河南信陽州知州，誥授奉正大夫，例贈翰林院編制修，晉贈通議大夫，晉封資政大夫。